# Hydraena barrosi
Hydraena barrosi är en skalbaggsart som beskrevs av Armand D'Orchymont 1934. Hydraena barrosi ingår i släktet Hydraena och familjen vattenbrynsbaggar. Inga underarter finns listade i Catalogue of Life.